# Nino Sadgobelashvili
Nino Sadgobelashvili (en georgiano ნინო სადღობელაშვილი; Tiflis, 30 de enero de 1980) es una escritora georgiana.

## Biografía
Nino Sadgobelashvili se graduó en el Instituto Estatal de Cultura en 2002, especializándose en técnica literaria. Trabajó luego como editora literaria para la estación de radio Patriarchate, y también como profesora. En 2007 se representó en teatro su obra El paraíso de bombacina y, en 2010, se filmó una película con el mismo nombre. De hecho, varias de sus obras han sido escenificadas en diversos teatros de Georgia. Desde 2012 trabaja en los estudio de cine Khomli en Tiflis.

## Obra
Nino Sadgobelashvili es autora de dos colecciones de poesía (Canción de cuna de medianoche, de 2007, y Alas y manos, de 2011), así como de varios cuentos entre los que cabe destacar Refugio (თავშესაფარი, 2010). También ha escrito las novelas Embarazada, Un momento aquí, un momento allí y Teatro del tesoro. La primera de ellas recibió el premio ALURAVERDI de Guram Rcheulishvili 2011 mientras que Teatro del tesoro (განძის თეატრი, 2015) fue galardonada con el premio Litera en 2016. Esta última es una novela de fantasía ambientada en una ciudad ribereña donde hay un teatro de marionetas en el cual trabajan titiriteros felices y misteriosos. Sobre esta obra, la escritora Manana Dumbadze he comentado:

El libro de Nino Sadghobelashvili es muy variado en género, es una fantasía creada de forma magistral, un cuento de hadas, una aventura.

Las novelas y poemas de Sadgobelashvili han sido traducidos al inglés, lituano, armenio, azerí y turco.